# Smart (歌曲)
《Smart》是韓國女團LE SSERAFIM於2024年3月5日發行的單曲，收錄於她們的第三張迷你專輯《Easy》中。這首歌融合了Amapiano的音樂風格，歌詞包括韓文與英文，由製作團隊Score和Megatone製作，團員許允眞也參與了創作。這首歌的音樂錄影帶展現了成員們在一個空曠的倉庫中，伴隨著掛滿藝術掛毯的場景進行表演。這首單曲在全球各地的音樂排行榜上取得了不錯的成績，包括打進了Canadian Hot 100以及Billboard Global 200榜單。

## 背景與發行
2024年1月22日，SOURCE MUSIC宣布LE SSERAFIM將於2月19日發行她們的第三張迷你專輯《EASY》。2月7日，官方公開了包含五首歌曲的音樂試聽影片，隔天揭露了專輯的完整曲目清單，確認《Smart》是其中一首歌曲。3月4日，歌曲的音樂錄影帶預告片發布，3月5日正式上線完整的音樂錄影帶。3月20日進一步宣布《Smart》的英語版本及多種混音版本將於3月22日推出。

## 創作與編曲
《Smart》由製作團隊"13"中的Score和Megatone擔任編曲和製作，並由Supreme Boi、Arineh Karimi、BB Elliot、Zzz、房時爀、Paige Garabito、Jasmin Lee Maming、Teodor Herrgårdh、Hadar Adora、Charli、李恩華（Lee Eun-hwa）以及LE SSERAFIM成員許允眞共同參與創作。這首歌被形容為一首受非洲流行音樂啟發的Amapiano風格歌曲，使用C#大調編寫，節奏每分鐘113拍。

## 音樂錄影帶
《Smart》的音樂錄影帶由崔容碩（Yong Seok Choi）執導，並於2024年3月5日由SOURCE MUSIC發布。在影片中，LE SSERAFIM成員們在一個寬敞的空倉庫內進行舞蹈表演，倉庫裡懸掛著多幅大型藝術掛毯，裝飾在天花板和牆壁上，營造出強烈的視覺效果，完美搭配歌曲的節奏與氛圍。

## 榜單
| 榜單 (2024)                                    | 峰值 |
| ---------------------------------------------- | ---- |
| 加拿大（加拿大百強單曲榜）                     | 91   |
| 全球（《告示牌》全球二百強單曲榜）             | 39   |
| 香港（《告示牌》香港歌曲榜）                   | 13   |
| 印尼（《告示牌》印尼歌曲榜）                   | 22   |
| 日本（日本百強單曲榜）                         | 46   |
| 日本（Oricon單曲合算榜）                       | 44   |
| 馬來西亞（《告示牌》馬來西亞歌曲榜）           | 4    |
| 馬來西亞（馬來西亞唱片業協會二十強國際串流榜） | 4    |
| 荷蘭 (荷蘭四十強單曲榜)                        | 17   |
| 新西蘭（新西蘭唱片音樂協會四十強熱歌榜）       | 21   |
| 沙烏地阿拉伯 (IFPI)                            | 16   |
| 新加坡（新加坡唱片業協會串流榜）               | 4    |
| 南韓（Circle数字榜）                           | 8    |
| 台灣（《告示牌》台灣歌曲榜）                   | 4    |
| 美國（《告示牌》世界歌曲暢銷榜 ）              | 9    |

| 榜單 (2024)          | 位置 |
| -------------------- | ---- |
| 南韓（Circle数字榜） | 11   |

## 發行歷史
| 地區 | 日期          | 格式                  | 版本      | 唱片公司                  |
| ---- | ------------- | --------------------- | --------- | ------------------------- |
| 全國 | 2024年2月19日 | 數位音樂下載 串流媒體 | 韓语      | SOURCE MUSIC YG PLUS 格芬 |
| 全國 | 2024年3月22日 | 數位音樂下載 串流媒體 | 英语 混音 | SOURCE MUSIC YG PLUS 格芬 |